# Виктор Новак
Виктор Новак (Доња Стубица, 4. фебруар 1889 — Београд, 1. јануар 1977) био је југословенски историчар хрватског порекла, професор Београдског универзитета, члан САНУ.

## Биографија
Виктор је рођен почетком 1889. године у хрватском Загорју, у месту Доња Стубица. Поникао је у сиромашној чиновничкој породици; рано остао без оца. Мукотрпно се школовао и током живота је стекао изузетно широко образовање.
Године 1913. завршио је Филозофски факултет у Загребу и затим провео годину дана у Риму на специјализацији у помоћним историјским наукама, особито латинској палеографији. Године 1915. одбранио је докторску дисертацију Бан Михац Михаљевић и његово доба.
Радио је као гимназијски професор и руководилац Рукописног одељења Свеучилишне књижнице у Загребу. Од 1920. до 1922. био је доцент, а од. 1922. до 1924. професор помоћних историјских наука и историјске методике на Филозофском факултету у Загребу. Због своје југословенске оријентације био вређан и нападан на загребачком Свеучилишту, које је, онемогућен да ради, морао да напусти. На иницијативу Николе Вулића и Станоја Станојевића је прешао 1924. године на Универзитету у Београду где је, до пензионисања 1959, био професор историје југословенских народа и помоћних историјских наука и, алтернативно, професор опште историје средњег века. Југословен и антифашиста, Виктор Новак је за време Другог светског рата био хапшен и једно време затворен у Бањички логор. Преласком из Хрватске у Србију, Виктор Новак је, сматрао да ће његов допринос српској историографији бити значајнији уколико настави с упоредним приказивањем позитивних и негативних тенденција у српско-хрватским односима и укупном развоју југословенске мисли.
У свом свестраном и широко заснованом научном интересовању, Виктор Новак се, с подједнаким успехом бавио и националном и културном историјом Јужних Словена у XIX и XX веку, као што се пасионирано и истрајно бавио латинском палеографијом и дипломатиком. Године 1952. објавио је универзитетски уџбеник Латинска палеографија, која се убраја у најзначајнија дела те научне дисциплине на српском језику.
Бавећи се историјом политичке мисли у Јужних Словена у 19. и 20. веку, прикупљао је архивску и штампану грађу и објавио мноштво студија и монографија попут радова о Фрањи Рачком (1925, 1929, 1958), Максимилијану Врховцу (1928), Натку Нодилу (1934, 1955), Јосипу Јурају Штросмајеру (1940) и Ивану Кукуљевићу-Сакцинском (1955, 1959), као и преписку Валтазара Богишића и Фрање Рачког (1960).
У монументалном делу Magnum Crimen: пола вијека клерикализма у Хрватској (Загреб, 1948, више издања у Београду после 1994) тематизовао је сложени однос Ватикана, хрватских клерикалаца и хрватских националиста. У Magnum Crimen-у, Новак је на преко хиљаду страна уз цитате из стотина докумената уверљиво показао да је хрватски клерикализам био једна од основа за геноцид над Србима у НДХ (1941—1945) за прогоне и дискриминацију које су, уз подршку делова католичког клера, а често и у име католичке вере, спроводили хрватски бискупи, свештеници и фратри, уз прећутну или активну подршку загребачког надбискупа Алојзија Степинца. Новак је увидом у скоро непрегледну документацију о јавној и тајној сарадњи католичког клера са хрватским усташама током Другог светског рата, недвосмислено указао на чврсту везу клерикалне традиције са усташким злочинима, праћеним, осим масовних прогона, још и насилним преверавањем православних Срба у римокатоличку веру. Католички клер је откупљивао и спаљивао Новакове књиге због њихове наводне антикатоличке и масонске инспирације. Године 2011, на енглески је преведено његово најзначајније дело "Magnum Crimen : half a century of clericalism in Croatia (dedicated to the known and unknown victims of clericalism)", Vol. 1-2 (Јагодина 2011) у којој су одштампана и два поглавља које је у издању из 1948. забранила комунистичка цензура. Време је показало да су поруке из Магнум Кримена (Великог злочина) и данас актуелне и неопходне за разумевање савремених политичких токова.
Друга значајна књига, која хронолошки претходи Magnum Crimen-у је Magnum Tempus : ilirizam i katoličko sveštenstvo : ideje i ličnosti 1830–1849, штампана постхумно у Београду 1987, на 660 стр. Ове две књиге, узете заједно, до сада су најбољи научни приказ обима и утицаја Римокатоличке цркве на обликовање националне идеје у Хрвата.
Виктор Новак је био редовни професор на катедри за историју Филозофског факултета у Београду, омиљен предавач, велики ерудита, а са својим колегама на катедри, Георгијем Острогорским, Јорјом Тадићем и Михаилом Ј. Динићем, и морални узор генерацијама студената, одупирући се сваком покушају увођења вулгарног марксизма лењинизма у наставу историје.
Био је ожењен Српкињом, Павом Бошковић из Бешке. Заједно са Јорјом Тадићем, узео је 1942, крсну славу и почео да се изјашњава као Србин, остајући велики Југословен.
Југославенска академија знаности и умјетности (ЈАЗУ) је изабрала Виктора Новака за свога дописног члана 29. јуна 1951. године. У том статусу академика ЈАЗУ је остао све до своје смрти.
Дописни члан Српске академије наука и уметности од 1948, редовни члан од 1961, Виктор Новак је 1966—1969. секретар Одељења друштвених наука САНУ. Био је, такође и један од оснивача и првих управника Историјског Института САНУ (1947—1954) у Београду. У издањима САНУ Виктор Новак објавио је више значајних студија и монографија, од којих се посебно истиче обимна монографија "Вук и Хрвати“. У њој је недвосмислено показано колики је утицај Вукова реформа имала за еманципацију Хрвата на културном плану, и колико су Вукове везе са хрватским илирцима допринеле стварању културне подлоге јужнословенског зближавања, и касније, југословенског уједињења.
Осим историјског научног рада, посветио се и музичкој култури. Оснивач је бившег загребачког хора Лисински (1910), чији је председник до 1924. године. Био је председник Првог београдског певачког друштва и београдског Корнелија Станковића, као и иницијатор оснивања Јужнословенског певачког савеза у Београду и Свесловенског певачког савеза у Прагу. Објавио је низ музиколошких есеја и неколико стотина музичких критика, најчешће у загребачком »Обзору« и београдској »Политици«.
Виктор Новак био је носилац низа значајних друштвених признања, укључујући и Орден Светог Саве 5, 4. и 3. реда.

## Одабрана дела
- Novak, Viktor (1948). Magnum Crimen: Pola vijeka klerikalizma u Hrvatskoj. Zagreb: Nakladni zavod Hrvatske.
  - Novak, Viktor (1960). Velika optužba (Magnum crimen): Pola vijeka klerikalizma u Hrvatskoj. 1. Sarajevo: Svjetlost.
  - Novak, Viktor (1960). Velika optužba (Magnum crimen): Pola vijeka klerikalizma u Hrvatskoj. 2. Sarajevo: Svjetlost.
  - Novak, Viktor (1960). Velika optužba (Magnum crimen): Pola vijeka klerikalizma u Hrvatskoj. 3. Sarajevo: Svjetlost.
  - Novak, Viktor (1986). Magnum Crimen: Pola vijeka klerikalizma u Hrvatskoj. Beograd: Nova knjiga.
  - Novak, Viktor (1989). Magnum Crimen: Pola vijeka klerikalizma u Hrvatskoj. Beograd: Nova knjiga.
  - Novak, Viktor (2011). Magnum Crimen: Half a Century of Clericalism in Croatia. 1. Jagodina: Gambit.
  - Novak, Viktor (2011). Magnum Crimen: Half a Century of Clericalism in Croatia. 2. Jagodina: Gambit.
  - Novak, Viktor (2015). Magnum Crimen. 1. Beograd: Catena Mundi. - necenzurisano izdanje na srpskohrvatskom jeziku
  - Novak, Viktor (2015). Magnum Crimen. 2. Beograd: Catena Mundi.- necenzurisano izdanje na srpskohrvatskom jeziku
- Magnum tempus : ilirizam i katoličko sveštenstvo : ideje i ličnosti 1830-1849, Beograd, Nova knjiga 660 стр. 1987.  978-86-7335-040-0.

Целокупна библиографија до 1963: Б. Телебаковић-Пецарски, Зборник филозофског факултета у Београду, 1963.